# Heilig Hartbeeld (Teteringen, Oosterhoutseweg)
Het Heilig Hartbeeld is een standbeeld in de Nederlandse plaats Teteringen.

## Achtergrond
Het neogotisch Heilig Hartbeeld werd in 1930 geplaatst ten noorden van de kapel van het voormalige Missiehuis St. Franciscus Xaverius, tegenwoordig bekend als Zuiderhout. 
Het beeld werd in een grotere oplage gemaakt, identieke beelden (soms zonder kruisnimbus) staan in onder andere Geldrop, Kaatsheuvel, Riel, Schalkhaar en Waspik.

## Beschrijving
Het beeld is een blootsvoetse, staande Christusfiguur, naar het voorbeeld van het mozaïek Christus in majesteit in de Parijse Basilique du Sacré-Cœur. Hij is gekleed in een lang gewaad en houdt zijn armen wijd gespreid, in zijn handen toont hij de stigmata. Op zijn borst is te midden van een stralenkrans het vlammende Heilig Hart zichtbaar, omwonden door een doornenkroon en bekroond met een klein kruis. Achter zijn hoofd is een kruisnimbus geplaatst.

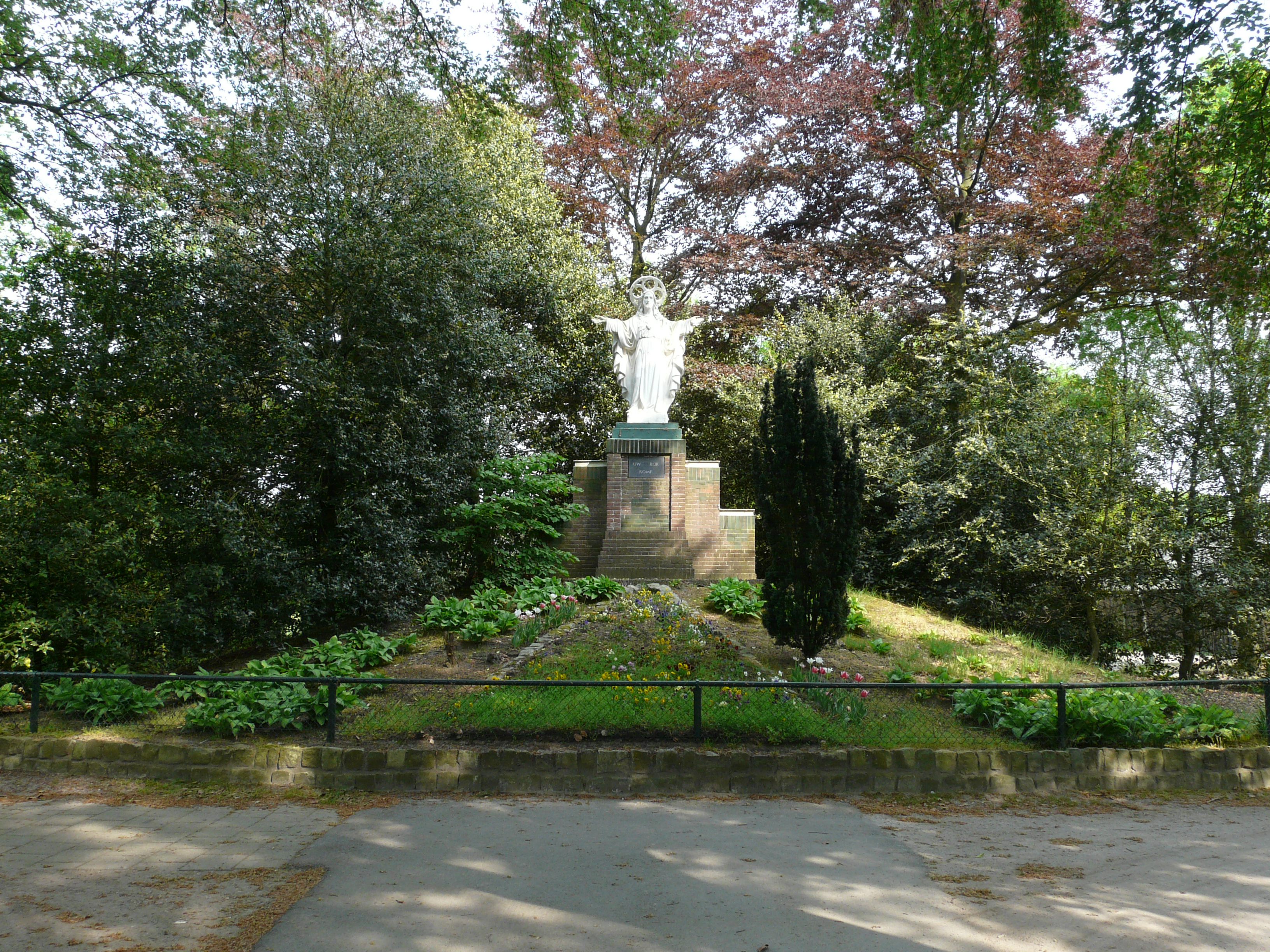
Het beeld op de heuvel

Het beeld staat op een voor dit doel opgeworpen heuvel. De bakstenen sokkel is in art-decostijl gebouwd. Deze is trapvormig en heeft drie treden. De console en afdekplaten zijn van hardsteen. Op een in de sokkel aangebrachte plaquette staat 

UW RIJK KOME

## Waardering
Het beeldhouwwerk werd in 2002 als rijksmonument ingeschreven in het monumentenregister, het "is van algemeen belang. Het maakt deel uit van een complex van cultuurhistorisch belang als voorbeeld van de ontwikkeling van het katholicisme, in het bijzonder de stichting van kloosters en missiehuizen door congregaties ten behoeve van de opleiding van hun leden."